# Roberto Sabatino Lopez
Roberto Sabatino Lopez (Genova, 8 ottobre 1910 – New Haven, 6 luglio 1986) è stato uno storico italiano naturalizzato statunitense, specializzato nello studio del Medioevo italiano.

## Biografia
Di origini ebraiche, era figlio dello scrittore Sabatino Lopez e fratello di Guido Lopez. 
Laureatosi nell'Università di Milano nel 1932, lasciò l'Italia nel 1939 per sfuggire alle persecuzioni delle leggi razziali fasciste e si trasferì negli Stati Uniti. Qui nel 1942 conseguì un PhD nell'Università del Wisconsin a Madison.
Dal 1942 al 1944 lavorò nella sezione italiana dello United States Office of War Information a New York City. Insegnò all'Università di Yale dal 1946 - anno del suo matrimonio con la belga Claude-Anne Kirschen (1920-2012), anch'ella rifugiata di guerra - fino al suo ritiro nel 1981 e durante questo periodo insegnò anche nella Wesleyan University e ad Harvard. 

Le sue teorie, e in particolare quelle relative alla "rivoluzione commerciale" dei secoli centrali del Medioevo, hanno fornito un contributo fondamentale allo sviluppo degli studi di storia dell'economia medievale, e rimangono tutt'oggi in buona parte valide.
Morì nel 1986 di cancro. La sua biblioteca è stata acquisita dalla Arizona State University.

## Opere scelte
- La nascita dell'Europa, Torino, Einaudi 1966 (trad. ital. dell'originale Naissance de l'Europe, (Collection "Destin du Monde"), Max Lecler et Cie, Proprietors of Librairie Armand Colin, 1962)
- La rivoluzione commerciale del Medioevo, Torino, Einaudi, 1975 (trad. ital. dell'originale The Commercial Revolution of the Middle Ages, 950-1350, Upper Saddle River, NJ, Prentice-Hall, Inc., 1971